# Casus irreducibilis
En algèbre, le casus irreducibilis (latin pour « cas irréductible ») désigne un cas apparaissant lors de la recherche des racines réelles d'un polynôme à coefficients entiers de degré 3 ou plus : c'est celui où les racines ne peuvent s'exprimer à l'aide de radicaux réels. Le casus irreducibilis le plus connu est celui des polynômes de degré 3 irréductibles dans les rationnels (impossibles à factoriser en polynômes de degré moindre) ayant trois racines réelles, cas qui a été prouvé par Pierre Wantzel en 1843. 
On peut obtenir le casus irreducibilis d'un polynôme de degré 3 : {\displaystyle P=aX^{3}+bX^{2}+cX+d} , via son discriminant {\displaystyle \Delta =18\,abcd-4\,b^{3}d+b^{2}c^{2}-4\,ac^{3}-27\,a^{2}d^{2}}.
Alors :
- si {\displaystyle \Delta <0}, le polynôme a deux racines complexes non réelles, et la racine réelle s'exprime par radicaux via la formule de Cardan[2] ;
- si {\displaystyle \Delta =0}, il y a trois racines réelles dont deux sont égales. La racine double, qui s'obtient par l'algorithme d'Euclide (recherche du PGCD de {\displaystyle P} et {\displaystyle P^{\prime }}) est rationnelle et le polynôme n'est pas irréductible ; les deux autres racines sont solutions d'une équation du deuxième degré et sont donc exprimables par radicaux réels ;
- si {\displaystyle \Delta >0}, il y a trois racines réelles distinctes ;
  - soit une racine rationnelle existe ; elle peut être obtenue par la recherche de racine "évidente", auquel cas le polynôme peut être factorisé en produit d'un polynôme rationnel du premier degré, et d'un polynôme rationnel du deuxième degré dont les racines s'expriment par radicaux ;
  - soit il n'y a pas de racine rationnelle, et le polynôme est alors en casus irreducibilis : toutes les racines sont réelles mais nécessitent des nombres complexes pour être exprimées avec des radicaux.

## Définition formelle et preuve
Plus généralement, soit {\displaystyle K} un corps formellement réel, et {\displaystyle P\in K\!\left[X\right]} un polynôme de degré 3, irréductible sur {\displaystyle K}, mais ayant trois racines réelles (racines dans la fermeture réelle de {\displaystyle K}). Alors le casus irreducibilis établit qu'il est impossible d'exprimer les racines réelles de {\displaystyle P} par radicaux réels.
Pour le prouver, il faut noter que le discriminant {\displaystyle \Delta } est positif. On forme l'extension de corps {\displaystyle K\!\left({\sqrt {D}}\right)}. Puisqu'il s'agit de {\displaystyle K} ou d'une extension quadratique de {\displaystyle K} (selon que {\displaystyle \Delta } est un carré dans {\displaystyle K} ou non), {\displaystyle P} reste irréductible sur {\displaystyle K\!\left({\sqrt {D}}\right)}. Par conséquent, le groupe de Galois de {\displaystyle P} sur {\displaystyle K\!\left({\sqrt {D}}\right)} est le groupe cyclique {\displaystyle C_{3}}. Supposons que {\displaystyle P\!\left(x\right)=0} peut être résolu par radicaux réels. Alors {\displaystyle P} peut être décomposé par une suite d'extensions cycliques :
{\displaystyle F\subset F\!\left({\sqrt {D}}\right)\subset F\!\left({\sqrt {D}},{\sqrt[{p_{1}}]{\alpha _{1}}}\right)\subset \cdots \subset L\subset L\!\left({\sqrt[{3}]{\alpha }}\right)}
À l'étape finale, {\displaystyle P} est irréductible sur l'avant dernier corps {\displaystyle L}, mais est réductible dans {\displaystyle L\!\left({\sqrt[{3}]{\alpha }}\right)} pour certains {\displaystyle \alpha }. Mais il s'agit d'une extension de corps cyclique, et donc doit contenir une racine primitive de l'unité.
Or il n'y a pas de racine cubique primitive de l'unité sur un corps fermé réel. Supposons que {\displaystyle \omega } soit une racine cubique primitive de l'unité. Alors, par les axiomes définissant un corps ordonné, {\displaystyle \omega }, {\displaystyle \omega ^{2}} et 1 sont tous positifs. Mais si {\displaystyle \omega ^{2}>\omega }, alors les élever au cube donne 1 > 1, conduisant à une contradiction ; de même si {\displaystyle \omega >\omega ^{2}}.

## Solution en radicaux non réels

### Solution de Cardan
L'équation {\displaystyle ax^{3}+bx^{2}+cx+d=0} peut être transformée en un trinôme unitaire en divisant par {\displaystyle a}, puis la substitution {\displaystyle x=t-{b \over 3a}} (méthode de Tschirnhaus), donne l'équation {\displaystyle t^{3}+pt+q=0} avec :
{\displaystyle p={3ac-b^{2} \over 3a^{2}}}
{\displaystyle q={2b^{3}-9abc+27a^{2}d \over 27a^{3}}}
Le polynôme associé {\displaystyle T^{3}+pT+q} a alors pour discriminant {\displaystyle \Delta =-4p^{3}-27q^{2}}.
Indépendamment du nombre de racines réelles, par la méthode de Cardan, les trois racines sont données par :
{\displaystyle t_{k}=\omega _{k}{\sqrt[{3}]{-{q \over 2}+{\sqrt {{q^{2} \over 4}+{p^{3} \over 27}}}}}+{\overline {\omega _{k}}}{\sqrt[{3}]{-{q \over 2}-{\sqrt {{q^{2} \over 4}+{p^{3} \over 27}}}}}}
où {\displaystyle \omega _{k}}, avec {\displaystyle k=1,2,3}, est une racine cubique de 1 :
- {\displaystyle \omega _{1}=1} ;
- {\displaystyle \omega _{2}={\rm {j}}={\rm {e}}^{2{\rm {i}}\pi  \over 3}} ;
- {\displaystyle \omega _{3}={\bar {\rm {j}}}={\rm {e}}^{-2{\rm {i}}\pi  \over 3}} ;

soit {\displaystyle \omega _{k}={\rm {j}}^{k}}. Ici, si les radicandes sous les racines cubiques sont non réels, les racines cubiques exprimées par radicaux sont telles qu'elles forment une paires de racines cubiques conjuguées complexes, tandis que si les radicandes sont réels, elles sont définies comme les racines cubiques réelles.
Un casus irreducibilis apparait quand aucune des racines n'est rationnelle mais qu'elles sont toutes réelles distinctes ; or on a trois racines réelles distinctes si et seulement si {\displaystyle {q^{2} \over 4}+{p^{3} \over 27}<0}, soit {\displaystyle p<-3{\sqrt[{3}]{q^{2} \over 4}}}, auquel cas la formule de Cardan implique d'abord de prendre la racine carrée d'un nombre négatif, qui est donc imaginaire, puis en prenant la racine cubique d'un nombre complexe (la racine cubique ne peut pas être exprimée directement sous la forme {\displaystyle \alpha +\beta \,{\rm {i}}} avec des expressions en radicaux pour {\displaystyle \alpha } et {\displaystyle \beta }, car on saurait alors résoudre la cubique originale). Même dans le cas réductible où toutes les racines sont rationnelles et où le polynôme peut être factorisé par division de polynômes, la formule de Cardan (non nécessaire dans ce cas) exprime les racines sous forme de racines non réelles.

### Exemple
Le polynôme {\displaystyle X^{3}-3X-1} est l'un des polynômes unitaires à coefficients entiers les plus simples présentant un casus irreducibilis. Son discriminant {\displaystyle \Delta =-4p^{3}-27q^{2}=81} est strictement positif, il présente donc trois racines réelles distinctes. Ses coefficients extrêmes étant égaux à 1 ou -1, ses seules racines rationnelles possibles sont 1 ou -1, ce qui n'est pas le cas. Il est donc irréductible sur les rationnels et présente un casus irreducibilis.
Par la formule de Cardan, les racines sont :
{\displaystyle x_{k}=\omega _{k}{\sqrt[{3}]{{1 \over 2}+{\rm {i}}{\sqrt {3 \over 4}}}}+{\overline {\omega _{k}}}{\sqrt[{3}]{{1 \over 2}-{\rm {i}}{\sqrt {3 \over 4}}}}}
On remarque ici que {\displaystyle {1 \over 2}+{\rm {i}}{\sqrt {3 \over 4}}={\rm {e}}^{{\rm {i}}\pi /3}}, et que donc {\displaystyle x_{k}=2\,\Re \!\left({\rm {e}}^{{2{\rm {i}}k\pi  \over 3}+{\rm {i}}{\pi  \over 9}}\right)=2\cos \left({\pi  \over 9}+2k{\pi  \over 3}\right)}, mais ceci n'est pas une expression par radicaux.

## Solution trigonométrique en termes de quantités réelles
Si le casus irreducibilis ne peut être résolu par radicaux en termes de quantités réelles, il peut être résolu par la trigonométrie en termes de quantités réelles. Plus précisément, le polynôme  {\displaystyle T^{3}+pT+q} a pour racines :
{\displaystyle t_{k}=2\,{\sqrt {-{p \over 3}}}\cos \left({1 \over 3}\arccos \left({3q \over 2p}\,{\sqrt {-3 \over p}}\right)+k\,{2\pi  \over 3}\right)} pour {\displaystyle k=0,1,2}.
Ces solutions sont réelles si et seulement si {\displaystyle {q^{2} \over 4}+{p^{3} \over 27}<0} , c'est-à-dire si et seulement s'il y a trois racines réelles. La formule implique d'utiliser un angle dont on connait le cosinus, de réaliser la trisection de l'angle en le multipliant par 1/3, de prendre le cosinus de cet angle et enfin de remettre à l'échelle.
Bien que le cosinus et sa fonction réciproque (l'arc cosinus) soient transcendantes, cette solution est algébrique dans le sens où {\displaystyle \cos \left(\arccos \left(x\right)/3\right)} est algébrique, elle est équivalente à la trisection de l'angle.

## Relation à la trisection de l'angle
La distinction entre les cas cubiques réductible et irréductible avec trois racines réelles est liée à la question de savoir si la trisection de l'angle est réalisable ou non à la règle non marquée et au compas. Pour tout angle {\displaystyle \theta }, le cosinus du tiers de cet angle est une des trois solutions de l'équation :
{\displaystyle 4x^{3}-3x-\cos \left(\theta \right)=0}
et de même, le sinus du tiers de cet angle est une des trois solutions de l'équation :
{\displaystyle 4y^{3}-3y+\sin \left(\theta \right)=0}
Dans les deux cas, s'il y a une racine évidente rationnelle, {\displaystyle x} ou {\displaystyle y} moins cette racine peut être mis en facteur dans le polynôme du terme de gauche, laissant une équation quadratique qui peut être résolue de façon classique par racines carrées ; alors toutes ces racines sont classiquement constructibles car elles sont exprimables par racines carrées, et donc {\displaystyle \cos \left(\theta /3\right)} ou {\displaystyle \sin \left(\theta /3\right)} sont constructibles ainsi que son angle associé {\displaystyle \theta /3}. D'un autre côté, s'il n'y a pas de racine rationnelle évidente, alors c'est un casus irreducibilis, {\displaystyle \cos \left(\theta /3\right)} ou {\displaystyle \sin \left(\theta /3\right)} n'est pas constructible, l'angle {\displaystyle \theta /3} n'est pas constructible, et l'angle {\displaystyle \theta } n'est pas trisectible de façon classique.
Par exemple, si un angle de 180° peut être trisecté en trois angles de 60°, un angle de 60° ne peut être trisecté avec une règle non graduée et un compas. En utilisant les identités trigonométriques on peut voir que {\displaystyle \cos {\pi  \over 3}=4x^{3}-3x} avec {\displaystyle x=\cos \left(20^{\circ }\right)}. Un réarrangement donne {\displaystyle 8x^{3}-6x-1=0}, qui n'a pas de racine évidente car aucun des nombres rationnels suggérés par le test n'est une racine. Ainsi, le polynôme minimal de {\displaystyle \cos \left(20^{\circ }\right)} est de degré 3, alors que le degré du polynôme minimal d'un nombre constructible doit être une puissance de 2.
Exprimer {\displaystyle \cos \left(20^{\circ }\right)} en radicaux donne :
{\displaystyle \cos \left({\pi  \over 9}\right)={{\sqrt[{3}]{1-{\rm {i}}{\sqrt {3}}}}+{\sqrt[{3}]{1+{\rm {i}}{\sqrt {3}}}} \over 2{\sqrt[{3}]{2}}}}
ce qui implique de prendre la racine cubique de nombres complexes. On remarque la similarité avec {\displaystyle {\rm {e}}^{{\rm {i}}\pi /3}={1+{\rm {i}}{\sqrt {3}} \over 2}} et {\displaystyle {\rm {e}}^{-{\rm {i}}\pi /3}={1-{\rm {i}}{\sqrt {3}} \over 2}}.
Le lien entre racines rationnelle et trisectibilité peut être étendu à quelques cas où le cosinus et le sinus d'un angle est irrationnel. Considérons un exemple du cas où l'angle donné {\displaystyle 3\theta } est l'angle au sommet d'un pentagone régulier, qui est constructible. Comme on a {\displaystyle 5\theta =180^{\circ }}, les identités trigonométriques standards donnent alors
{\displaystyle \cos \left(3\theta \right)+\cos \left(\theta \right)=2\cos \left(\theta \right)\cos \left(2\theta \right)=-2\cos \left(\theta \right)\cos \left(3\theta \right)}
soit
{\displaystyle \cos \left(\theta \right)=-\cos \left(3\theta \right)/\left(1+2\cos \left(3\theta \right)\right).}
Le cosinus d'un angle trisecté est obtenu par une expression rationnelle avec le cosinus de l'angle donné, donc l'angle au somment d'un pentagone régulier peut être trisecté (et ce très simplement, en traçant les diagonales du polygone).

## Généralisation
Le casus irreducibilis peut être généralisé aux polynômes de degrés supérieurs. Soit {\displaystyle P\in K\!\left[X\right]} un polynôme irréductible qui se sépare sur une extension formellement réelle {\displaystyle R} de {\displaystyle K} (c'est-à-dire que {\displaystyle P} n'a que des racines réelles). Supposons que {\displaystyle P} a une racine sur {\displaystyle L\subseteq R} qui est une extension de {\displaystyle K} par radicaux. Alors le degré de {\displaystyle P} est une puissance de 2, et son corps de rupture est une extension quadratique itérée de {\displaystyle K},.
Ainsi pour tout polynôme irréductible dont le degré n'est pas une puissance de 2 et dont toutes les racines sont réelles, aucune racine ne peut être exprimée purement en termes de radicaux réels. Cependant, si le degré polynomial est une puissance de 2 et toutes les racines sont réelles, alors si une racine peut être exprimée en radicaux réels on peut l'exprimer seulement avec des racines carrées, sans racines de degré supérieur, comme toutes les racines, et toutes les racines sont classiquement constructibles.
Le casus irreducibilis pour les polynômes quintiques a été étudié par Dummit.

### Relation avec la pentasection de l'angle (quintisection) et des sections d'ordre plus élevé
La distinction entre les cas quintiques réductibles et irréductibles avec cinq racines réelles est reliée au problème de la réalisation de la pentasection de l'angle (un angle avec un cosinus ou sinus rationnel peut être coupé en cinq parts égales) par les moyens classiques du compas et de la règle non marquée. Pour tout angle {\displaystyle \theta }, le cosinus du cinquième de cet angle est une des cinq racines réelles de l'équation :
{\displaystyle 16x^{5}-20x^{3}+5x-\cos \left(\theta \right)=0}.
De même, le sinus de {\displaystyle \theta /5} est une des cinq racines réelles de l'équation :
{\displaystyle 16y^{5}-20y^{3}+5y-\sin \left(\theta \right)=0}
Dans tous les cas, s'il y a une racine évidente rationnelle {\displaystyle x_{1}}, alors l'équation du cinquième degré est réductible car on peut écrire son premier membre comme le produit de {\displaystyle \left(x-x_{1}\right)} et d'un polynôme de degré quatre. Dans le cas contraire, si aucune racine évidente rationnelle n'est trouvée, alors le polynôme peut être irréductible, et le casus irreducibilis apparait, {\displaystyle \cos \left(\theta /5\right)} et {\displaystyle \sin \left(\theta /5\right)} ne sont pas constructibles, l'angle {\displaystyle \theta /5} n'est pas constructible, et l'angle {\displaystyle \theta } n'est pas pentasectible. Un exemple connu est la construction de l'icosipentagone régulier (polygone à 25 côtés, ou 25-gone) au compas et à la règle non graduée. Si la construction du pentagone est relativement simple à réaliser, un 25-gone nécessite un pentasecteur de l'angle car le polynôme minimal de {\displaystyle \cos \left(14{,}4^{\circ }\right)} est de degré 10 :
{\displaystyle {\begin{aligned}\cos \left({2\pi  \over 5}\right)&={{\sqrt {5}}-1 \over 4}\\16x^{5}-20x^{3}+5x+{1-{\sqrt {5}} \over 4}&=0\qquad \qquad x=\cos \left({2\pi  \over 25}\right)\\4\left(16x^{5}-20x^{3}+5x+{1-{\sqrt {5}} \over 4}\right)\left(16x^{5}-20x^{3}+5x+{1+{\sqrt {5}} \over 4}\right)&=0\\4\left(16x^{5}-20x^{3}+5x\right)^{2}+2\left(16x^{5}-20x^{3}+5x\right)-1&=0\\1024x^{10}-2560x^{8}+2240x^{6}+32x^{5}-800x^{4}-40x^{3}+100x^{2}+10x-1&=0\end{aligned}}}
Ainsi :
{\displaystyle {\begin{aligned}{\rm {e}}^{2\pi {\rm {i}}/5}&={-1+{\sqrt {5}} \over 4}+{{\sqrt {10+2{\sqrt {5}}}} \over 4}{\rm {i}}\\{\rm {e}}^{-2\pi {\rm {i}}/5}&={-1+{\sqrt {5}} \over 4}-{{\sqrt {10+2{\sqrt {5}}}} \over 4}{\rm {i}}\\\cos \left({2\pi  \over 25}\right)&={{\sqrt[{5}]{-1+{\sqrt {5}}-{\rm {i}}{\sqrt {10+2{\sqrt {5}}}}}}+{\sqrt[{5}]{-1+{\sqrt {5}}+{\rm {i}}{\sqrt {10+2{\sqrt {5}}}}}} \over 2{\sqrt[{5}]{4}}}\end{aligned}}}